# Partajärvi
Partajärvi är en sjö i kommunen Multia i landskapet Mellersta Finland i Finland. Sjön ligger 185,3 meter över havet. Den är 8 meter djup. Arean är 63 hektar och strandlinjen är 5,97 kilometer lång. Sjön  ingår i Kymmene älvs huvudavrinningsområde.   Den ligger omkring 59 kilometer nordväst om Jyväskylä och omkring 270 kilometer norr om Helsingfors. 